# Nilton Salomão
Nilton Salomão é um político brasileiro, nascido em Teresópolis, no estado do Rio de Janeiro. Eleito suplente de deputado em 1994, assumiu o mandato em 1996. Em 1998 se elegeu deputado estadual pelo PSB. Foi Presidente da Emater-Rio de 2003 a 2006. Em 2006, foi eleito segundo suplente de deputado estadual no Rio de Janeiro pelo PMN. Com as saídas de Christino Áureo e Jane Cozzolino, assumiu o mandato com a cassação desta última, porém em outubro de 2008 foi cassado pelo Tribunal Regional Eleitoral do Estado do Rio de Janeiro por infidelidade partidária, após o político ter se mudado para o PMDB. Posteriormente, por decisão do Tribunal Superior Eleitoral, foi mantido no cargo.
Autor, entre outras, da Lei do Idoso (2828/97) que garante a toda a pessoa idosa o direito a um acompanhante em internações hospitalares. Esta lei foi adotada, mais tarde, em todo território nacional.
Foi relator da CPI da Região Serrana que tem por objeto fiscalizar e apurar as responsabilidades de agentes políticos na tragédia climática que se abateu na Região Serrana fluminense entre os dias 11 e 12 de janeiro de 2011.